# Кейт, Джон, 1-й граф Кинтор
Сэр Джон Кейт, 1-й граф Кинтор (англ. Sir John Keith, 1st Earl of Kintore; ок. 1630 — 12 апреля 1715) — шотландский дворянин и пэр.

## Ранняя жизнь
Четвертый сын Уильяма Кейта, 6-го графа Маришаля (ок. 1585—1635), и леди Мэри Эрскин (1597—1626).
Его отец был старшим сыном Джорджа Кейта, 5-го графа Маришаля, и его жены, достопочтенной Маргарет Хоум (дочери Александра Хоума, 5-го лорда Хоума). Его мать была старшей дочерью Джона Эрскина, 19-го и де-юре 2-го графа Мар (единственного сына Джона Эрскина, 1-го графа Мара и Аннабеллы Мюррей) и его второй жены, Мари Стюарт (дочери Эсме Стюарт, 1-го герцога Леннокса).

## Карьера
Будучи роялистом во время Гражданской войны, Джон Кейт и его старший брат Уильям Кейт, 7-й граф Маришаль, обороняли замок Данноттар от войск Оливера Кромвеля в 1651 году. Во время Войны трех королевств в целях безопасности в Данноттар были помещены королевские регалии Шотландии, и Роберт Овертон, командующий силами Армии нового образца, осадил замок, надеясь вернуть их.
Пока регалии были тайно вывезены из замка и спрятаны в приходской церкви Киннефф, Джон Кейт сел на корабль, направлявшийся во Францию, и по возвращении был схвачен парламентариями. Кейт настаивал на том, что он доставил их Карлу II. Регалии оставались в Киннеффе до Реставрации Стюартов.
В 1676 году Джон Кейт был назначен советником Тайного совета Шотландии и комиссаром Совета по общественным делам в 1677 году. Он был произведен в рыцари-маршалы Шотландии по возвращении Карла II, а 26 июня 1677 года ему были пожалованы титулы графа Кинтора, лорда Кейта из Инверури и Кейта из Холла, в награду за его участие в сохранении королевских регалий Шотландии в тайниках во время Междуцарствия.
В 1684—1687 годах заместитель казначея Шотландии. Он был хранителем Малой печати Шотландии в 1689 году. Лорд Кинтор был сторонником как Славной революции 1688 года, так и Унии между Шотландией и Англией в 1707 году.

## Личная жизнь
24 апреля 1662 года лорд Кинтор женился на леди Маргарет Гамильтон (род. 15 января 1641 — ?), единственной дочери Томаса Гамильтона, 2-го графа Хаддингтона, от его второй жены, леди Джин Гордон (третьей дочери Джорджа Гордона, 2-го маркиза Хантли, и леди Энн Кэмпбелл, которая сама была дочерью Арчибальда Кэмпбелла, 7-го графа Аргайла). У супругов было трое детей:
- Леди Джин Кейт (род. 1678), вышедшая замуж за сэра Уильяма Форбса, 4-го баронета из Монимаска[5]
- Леди Маргарет Кейт, которая вышла замуж за майора Гэвина Гамильтона из Раплоха, сына Уильяма Гамильтона из Раплоха и Джин (урожденной Кеннеди) Гамильтон[6].
- Уильям Кейт, 2-й граф Кинтор (1695 — 5 декабря 1718), который женился на достопочтенной Кэтрин Мюррей, старшей дочери Дэвида Мюррея, 4-го виконта Стормонта и леди Джин Мюррей (вдовы Джеймса Мюррея, 2-го графа Аннандейла, и старшей дочери Джеймса Карнеги, 2-го графа Саутеска)[3].

Лорд Кинтор скончался 12 апреля 1715 года. Ему наследовал его единственный сын Уильям.